# 梁再冰
梁再冰（1929年8月3日—），女，生于北平，中国记者。她是建筑学家梁思成与林徽因的女兒，革命家及戊戌变法领袖梁启超的孙女。“再冰”为梁思成夫妇纪念1929年初去世的梁启超所起。

## 生平
她早年就读于北京大学西语系，1949年，大三的梁再冰召参军南下，进入新华社第四野战军新闻队，进行采编稿件工作；一年后回到北京，进入新华社总社国际编辑部从事编辑和翻译工作。
在此期间结识新华社记者杭，1953年结婚。一起在英国、澳大利亚、香港工作多年，1991年退休。
二人育有三名子女：儿子于晓东现为中国国际贸易促进委员会会务部部长；女儿于江，现为媒体自由撰稿人；女儿于葵毕业于美国哥伦比亚大学，在美国desoc公司任IT顾问，后来在美国办了一家软件公司。